# Arrondissement di San Giovanni di Moriana
L'arrondissement di San Giovanni di Moriana è un arrondissement dipartimentale della Francia situato nel dipartimento della Savoia, nella regione Alvernia-Rodano-Alpi.
Coincide con la regione storica della Moriana.

## Storia
Fu creato nel 1800, nel dipartimento non più esistente del Monte Bianco; nel 1814 fu restituito al Regno di Sardegna, per ritornare alla Francia nel 1860.

## Composizione
L'arrondissement è composto da 56 comuni raggruppati in 6 cantoni:
- cantone di Aiguebelle
- cantone di La Chambre
- cantone di Lanslebourg-Mont-Cenis
- cantone di Modane
- cantone di San Giovanni di Moriana
- cantone di San Michele di Moriana